# Hustle & Flow
Hustle and Flow es una película independiente dramática del año 2005 dirigida por Craig Brewer.

## Argumento
Narra la historia de un proxeneta de Memphis en crisis llamado D-jay (Terrence Howard) quien, al enterarse de que un antiguo compañero, que es ahora un rapero famoso (Ludacris) regresa a casa para una fiesta especial, decide grabar un demo para entregárselo y así cumplir su sueño de dedicarse al rap. Con ayuda de Key (Anthony Anderson) un amigo y excompañero de la escuela, Shug (Taraji P. Henson) una de sus prostitutas quien está embarazada y enamorada de él, Nola (Taryn Manning) otra prostituta que lo ve como un padre y Shelby (DJ Qualls) un ingeniero de sonido, logrará narrar su historia a través de canciones que retratan la difícil vida que lleva en los barrios bajos de Memphis.

## Premios y nominaciones
Oscar
- Mejor actor - Terrence Howard (nominado)
- Mejor canción original (ganadora)

Black Movie Awards
- Mejor Película
- Mejor actor - Terrence Howard
- Mejor actor de reparto - Anthony Anderson
- Mejor actriz de reparto - Taraji P. Henson

Black Reel Awards
- Mejor actriz de reparto - Taraji P. Henson

Broadcast Film Critics Association Awards
- Mejor canción original
- Mejor actor - Terrence Howard

Chicago Film Critics Association Awards
- Mejor actor - Terrence Howard

Florida Film Critics Circle Awards
- Actor revelación - Terrence Howard

Globos de Oro
- Mejor actor (Drama) - Terrence Howard

Gotham Awards
- Actor revelación - Terrence Howard

Image Awards
- Mejor Película
- Mejor actor - Terrence Howard
- Mejor actor de reparto - Anthony Anderson
- Mejor actriz de reparto - Taraji P. Henson
- Mejor actriz de reparto - Elsie Neal

Independent Spirit Awards
- Mejor actor - Terrence Howard

MTV Movie Awards
- Mejor actor - Terrence Howard
- Actriz revelación - Taraji P. Henson
- Mejor beso - Terrence Howard y Taraji P. Henson

National Board of Review
- Actor revelación - Terrence Howard

Online Film Critics Society Awards
- Mejor actor - Terrence Howard
- Director revelación - Craig Brewer

Satellite Awards
- Mejor actor (Musical o Comedia) - Terrence Howard
- Mejor Película

Premios del Sindicato de Actores
- Mejor ensamble de un elenco

Festival de Cine de Sundance
- Premio de la audiencia
- Premio del jurado

Washington DC Area Film Critics Association Awards
- Actor revelación - Terrence Howard
- Mejor actor - Terrence Howard
- Actriz revelación - Taryn Manning
- Mejor Guion
- Mejor actriz de reparto - Taraji P. Henson